# Jean Luciano
Jean Luciano (Nizza, 2 gennaio 1921 – Tourrette-Levens, 7 luglio 1997) è stato un calciatore francese, di ruolo centrocampista.

## Carriera

### Nazionale
Ha collezionato quattro presenze con la propria nazionale.

## Statistiche

### Cronologia presenze e reti in nazionale
| Cronologia completa delle presenze e delle reti in nazionale ― Francia | Cronologia completa delle presenze e delle reti in nazionale ― Francia | Cronologia completa delle presenze e delle reti in nazionale ― Francia | Cronologia completa delle presenze e delle reti in nazionale ― Francia | Cronologia completa delle presenze e delle reti in nazionale ― Francia | Cronologia completa delle presenze e delle reti in nazionale ― Francia | Cronologia completa delle presenze e delle reti in nazionale ― Francia | Cronologia completa delle presenze e delle reti in nazionale ― Francia |
| Data                                                                   | Città                                                                  | In casa                                                                | Risultato                                                              | Ospiti                                                                 | Competizione                                                           | Reti                                                                   | Note                                                                   |
| ---------------------------------------------------------------------- | ---------------------------------------------------------------------- | ---------------------------------------------------------------------- | ---------------------------------------------------------------------- | ---------------------------------------------------------------------- | ---------------------------------------------------------------------- | ---------------------------------------------------------------------- | ---------------------------------------------------------------------- |
| 30-10-1949                                                             | Colombes                                                               | Francia                                                                | 1 – 5                                                                  | Jugoslavia                                                             | Qual. Mondiali 1950                                                    | -                                                                      |                                                                        |
| 13-11-1949                                                             | Colombes                                                               | Francia                                                                | 1 – 0                                                                  | Cecoslovacchia                                                         | Amichevole                                                             | -                                                                      |                                                                        |
| 11-12-1949                                                             | Firenze                                                                | Francia                                                                | 2 – 3                                                                  | Jugoslavia                                                             | Qual. Mondiali 1950                                                    | 1                                                                      |                                                                        |
| 4-6-1950                                                               | Bruxelles                                                              | Belgio                                                                 | 4 – 1                                                                  | Francia                                                                | Amichevole                                                             | -                                                                      |                                                                        |
| Totale                                                                 |                                                                        | Presenze                                                               | 4                                                                      |                                                                        | Reti                                                                   | 1                                                                      |                                                                        |

## Palmarès

### Giocatore

#### Competizioni nazionali
- Campionato francese: 1

Nizza: 1955-1956

### Allenatore

#### Competizioni nazionali
- Division 2: 1

Monaco: 1970-1971